# Володар грому
Володар грому (англ. Lord of Thunder) — науково-фантастичний роман американської письменниці Андре Нортон, вперше опублікований 1962 року.
Друга книга серії «Володар звірів»; про колишнього розвідника, який може керувати тваринами.

## Зміст
«Повелитель звірів» Хостін Сторм і його напівкровний брат Логан досліджують дивну поведінку місцевого народу норбі, які раптово уклали загальне перемир'я та з'їхались на нараду у віддалений недосліджений район планети Арзор. Це сталося одразу після аварійного приземлення в цьому районі рятувального катера з військового транспорта, який перевозив демобілізованих солдат людської конфедерації.
Борючись у поході з полудневою спекою, навахо потрапляють у цей район, де виявляють змінений клімат як результат роботи древньої цивілізації Арзора. Не зважаючи на дружні відносин з деякими вождями норбі, їх затримують і замикають у печерах древньої цивілізації.
Пройшовши через усі пастки печери наскрізь, вони знову шпигують за норбі, і виявляють «Володаря грому» — технічного генія, одного із врятованих військових, який, розібравшись із технологіями древніх, захоплює владу над племенами.
Брати навахо зі своїми тваринами, врятований генно-модифікований землянин-розвідник та чаклун норбі перемагають «Володаря грому», рятуючи планету від міжусобної війни.